# Diario de Almería
El Diario de Almería, a veces llamado simplemente El Almería, es un diario español editado en la ciudad de Almería.

## Historia
Fue lanzado el 11 de noviembre de 2007 por el Grupo Joly, empresa editora del Diario de Cádiz y de otros periódicos andaluces. La primera sede del diario fue la almeriense calle Conde Ofalia, pero actualmente se encuentra en calle Maestro Serrano (Oliveros) y desde su creación su director es Antonio Lao Alonso. Según la Oficina de Justificación de la Difusión (OJD), para 2010 el Diario de Almería tenía una difusión de 3.072 ejemplares. En 2017, su página web registra más de medio millón de usuarios mensuales. En la última oleada del EGM de 2019 se sitúa como el segundo diario provincial más leído de Almería. Antonio Lao es su actual director y Emilio Osorio el gerente. Iván Gómez es el redactor jefe. Rafael Espino y Paco Gregorio son jefes de sus diferentes secciones.